# Forest Rohwer

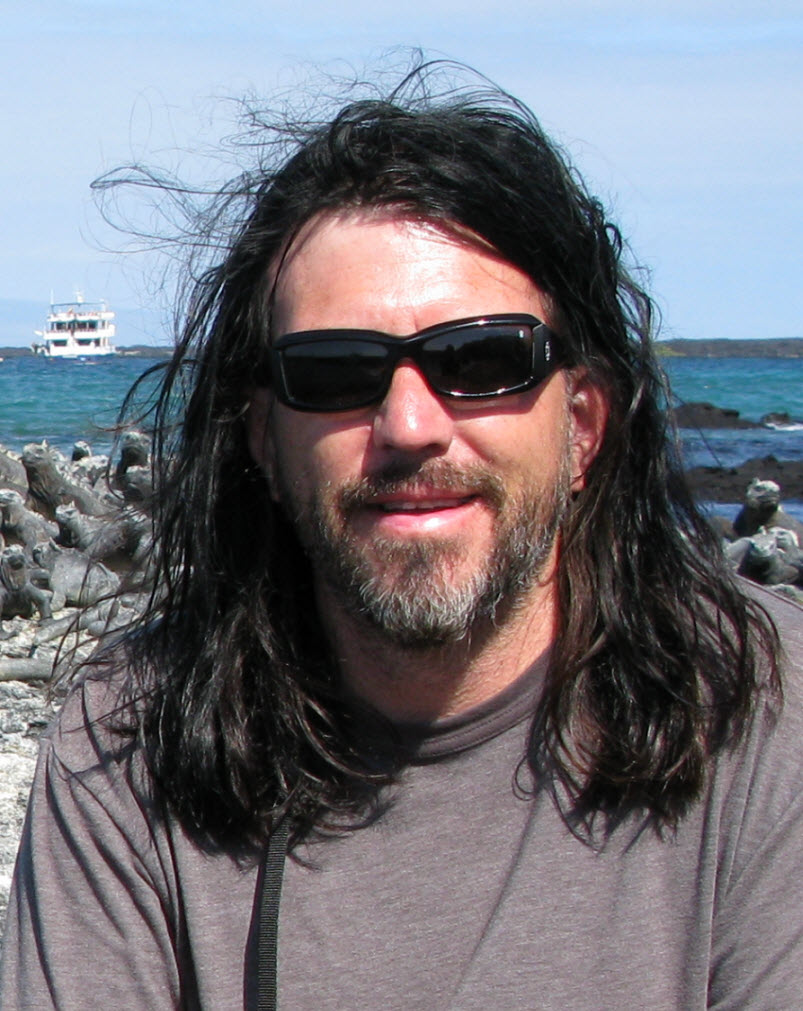
Forest Rohwer

Forest Rohwer (* 1969) ist ein US-amerikanischer Mikrobiologe und Ökologe und Professor für Biologie an der San Diego State University. Rohwer erwarb Bachelor-Abschlüsse in Idaho in den Fächern Biologie, Chemie und Geschichte und einen Doktortitel in Molekularbiologie an der University of California, San Diego.

## Wissenschaftliches Wirken
In seiner wissenschaftlichen Forschung beschäftigt sich Rohwer u. a. mit der mikrobiellen Ökologie von Korallenriffen und bezieht dabei auch Viren mit ein. Er betrachtet Viren sowohl als Triebkräfte der Evolution als auch als opportunistische Krankheitserreger in verschiedenen Umgebungen. Er hat das Gebiet der Metagenomik wesentlich mitgeprägt und ist bis heute auf diesem Gebiet sehr aktiv, auch mit medizinischen Anwendungen. In seiner biologischen Feldarbeit taucht er selbst zu Korallenriffen. Er ist Erstautor des populärwissenschaftlichen Buches Coral Reefs in the Microbial Seas.